# Ford Fusion (Amerika)
De Ford Fusion was een sedan in de middenklasse van Ford voor met name de Noord-Amerikaanse markt.

## Eerste generatie (2005-2012)
De Ford Fusion werd in 2005 als de opvolger van de vierde generatie Ford Taurus op de markt gebracht. Sinds 2007 was deze auto ook in vierwielaandrijving beschikbaar. Het model was ook als iets luxere Mercury Milan (tot en met 2010) en de luxe Lincoln MKZ uitgebracht. De Ford Fusion was de belangrijkste sedan van Ford in Noord-Amerika qua verkoop.
verkoopcijfers:
- 2005: 16.983 (plus 5321 als Mercury Milan)
- 2006: 142.502 (plus 35.853 als Mercury Milan)
- 2007: 149.552 (plus 37.244 als Mercury Milan)
- 2008: 147.569 (plus 31.393 als Mercury Milan)
- 2009: 180.671 (plus 27.403 als Mercury Milan)
- 2010: 219.219 (plus 28.912 als Mercury Milan)
- 2011: 248.067

## Tweede generatie (2012-2021)
De tweede generatie Ford Fusion werd in 2012 uitgebracht met een nieuw ontwerp, dat grotendeels identiek was aan de vijfde generatie Ford Mondeo. Ford introduceerde op dit model verschillende nieuwe rijhulpsystemen op basis van sensoren, camera's en radar, waaronder Forward Collision Warning en actieve parkeerhulp gecombineerd met een achteruitrijcamera. Naast de klassieke versies met verbrandingsmotor was er ook een hybride en een plug-inhybride versie beschikbaar. De wagen kreeg een facelift in 2017 en 2019.
2021 was het laatste jaar van de Ford Fusion. Dit kaderde in een groter plan van Ford om in Noord-Amerika de productie van alle personenwagens stop te zetten en zich meer te concentreren op SUV's en pick-ups.